# Alon Harazi

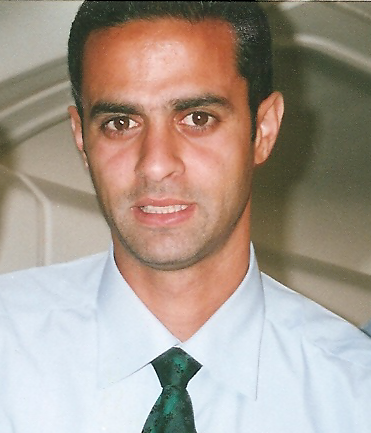
Alon Harazi

Alon Harazi (hebreiska: אלון חרזי) är en professionell israelisk fotbollsspelare född 1971. Tillsammans med Arik Benado har han spelat flest matcher någonsin i det israeliska landslaget med sina 88 matcher.
Harazi gjorde sin 400:e match för Maccabi Haifa FC i november 2005 mot Maccabi Tel Aviv. Ett rekord.